# 阿卜达里
杜蘭尼（羅馬化：Durrānī，發音：[durɑˈni]），原稱阿卜達里（羅馬化：Abdālī），為阿富汗一個知名部族的名稱，與吉爾吉人並稱普什圖人最重要的兩個部族。原名阿卜達里的部族於1747年由艾哈邁德汗改名為杜蘭尼。

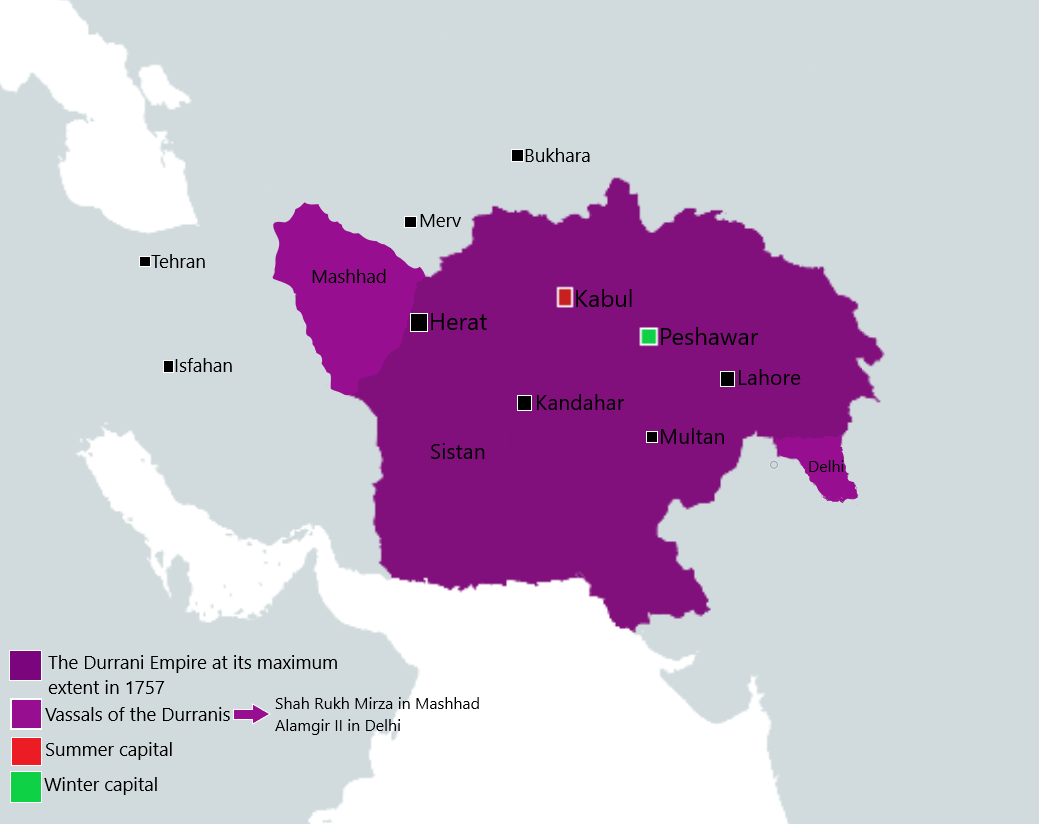
阿富汗杜兰尼政府鼎盛时期的领土

## 概述
杜蘭尼部族在語系方面屬於印歐語系的印度-伊朗語族伊朗語支，目前主要流通的語言是普什圖語杜蘭尼方言，族群分布在阿富汗的西南，1975年統計約有170萬人。信仰伊斯蘭教屬遜尼派，部族人民主要從事農牧、工礦交通等行業，阿富汗戰爭開始後，部分成為戰士。

## 組成
杜蘭尼部族主要由龐吉帕伊和奇拉喀這兩個氏族組成，龐吉帕伊又分為巴拉克宰、波帕爾宰及阿查克宰（1750年，艾哈邁德汗（當時已成為艾哈邁德·沙赫·杜蘭尼同意阿查克宰脫離杜蘭尼，自成一個部族）等三個氏族。奇拉喀也分為努爾宰、伊沙克宰及阿利宰等三個氏族。

## 著名領袖
艾哈邁德汗（Ahmad Khan Abdali 1724-1773）：1747年，波斯王納德沙（Nader Shah）被刺，結束了波斯人對阿富汗的二十年統治，納德沙的阿富汗軍團司令艾哈邁德汗·阿卜達里率領阿卜達里部落返回阿富汗，途中在坎大哈（Kandahar）舉行的部族酋長會議，艾哈邁德汗被推選為沙赫（Shah），在其後的政治生涯中，建立了第一個統一的阿富汗民族國家，是「杜蘭尼王朝」（The Durrani Dynasty1747-1818），艾哈邁德汗最終被多數阿富汗人定位為「巴巴」（國父）。

## 語義
根據中國學者對「阿卜達里」名詞的研究，有以下幾種說法：
- 一、擋水者：「阿卜達里」在波斯語中，意思為 「擋水者」，傳說在卡爾巴拉戰役中，伊瑪目想喝水時，替他們擋住幼發拉底河的人被稱之為阿卜達里。持此觀點的學者，認為波斯語中「Abdal」的Ab指水，而dal有「擋住」的意思。

- 二、嚈噠人：「阿卜達里」為「嚈噠人」的音轉。「嚈噠人」在阿拉伯語中作「Haital」、「Hayatila」，波斯語作「Heftal」、「Hetal」等，英語為「Ephthalites」，這些字群的讀音與「Abdal」極近，所以一說指稱嚈噠人。

- 三、一種神秘群體名：「阿卜達里」於阿拉伯語中，意為「變化」或「代表」、「證人」等，是有關蘇非信仰的等級名稱，是某一種神秘群體名。《安寧史》的作者毛拉·穆沙引用《那非突裏烏努斯》（蘇非主義中，聖人及其形象的書）：萬能、解萬物之謎的真主天廷裏，高貴的三百人，稱為「艾合亞爾」（最親密的朋友），當中有四十位「阿卜達里」（變化或使變化），另七位「艾比拉熱」（純潔無罪的人，幫助還罪的人），四位「艾比塔爾」（宇宙之柱），三位「那克巴」（引路者），一位「庫提布」，及一位「卡衛斯」（挽救者），他們每一件事都要相互幫助並要得到對方的許可。

## 外部連結
- [ http://beaver.dlc.ncnu.edu.tw/projects/emag/article/200201/download/阿富汗簡史.doc%5B%5D 阿富汗簡史]